# Cryptolabis pachyphallus
Cryptolabis pachyphallus là một loài ruồi trong họ Limoniidae. Chúng phân bố ở miền Tân bắc.